# GEN H-4
GEN H-4 — лёгкий вертолёт соосной схемы.
Вертолёт разработала в 1999 году японская компания «GEN Corporation», дочернее подразделение компании «Engineering System». Проектировался как гражданский вертолёт. Первый полёт совершил в 2000 году. Вертолёт оснащается четырьмя лёгкими двигателями. Создатели машины утверждают, что вертолет который поставляется по заказу в разобранном виде можно собрать при соблюдении инструкции самостоятельно за 30-40 часов.

## Тактико-технические характеристики
- Максимальный вес, который способен поднять вертолет — 86 кг.
- 70-килограммовый пилот может летать без дозаправки час со скоростью до 88 км/час.
- может подниматься на высоту до 3 тысяч метров
- весит всего 70 килограмм